# 서울은명초등학교
서울은명초등학교(서울恩明初等學校)는 대한민국 서울특별시 은평구 응암동에 있는 공립 초등학교이다.

## 연혁
- 2008년 10월 26일: 개교
- 2010년 3월 2일: 제 2회 입학식
- 2016년 2월 5일: 제 7회 졸업식

## 사건사고
- 2019년 6월 26일 오후 3시 59분 경, 학교 주차장에서 담뱃불로 인한 실화로 차량 화재가 발생해 주변 건물로 번졌다. 이 사고로 교사 2명이 응급실에 실려갔지만 별다른 인명 피해는 없었고, 별관 건물이 전소되어 약 27억원 정도의 재산 피해가 발생했다.

## 참고 자료
- 서울은명초등학교 - 한국교육학술정보원 학교알리미